# Spiomenia pusilla
Spiomenia pusilla is een Solenogastressoort uit de familie van de Simrothiellidae. De wetenschappelijke naam van de soort is voor het eerst geldig gepubliceerd in 2009 door Gil-Mansilla, Garcia-Alvarez & Urgorri.